# پیام بازرگانی

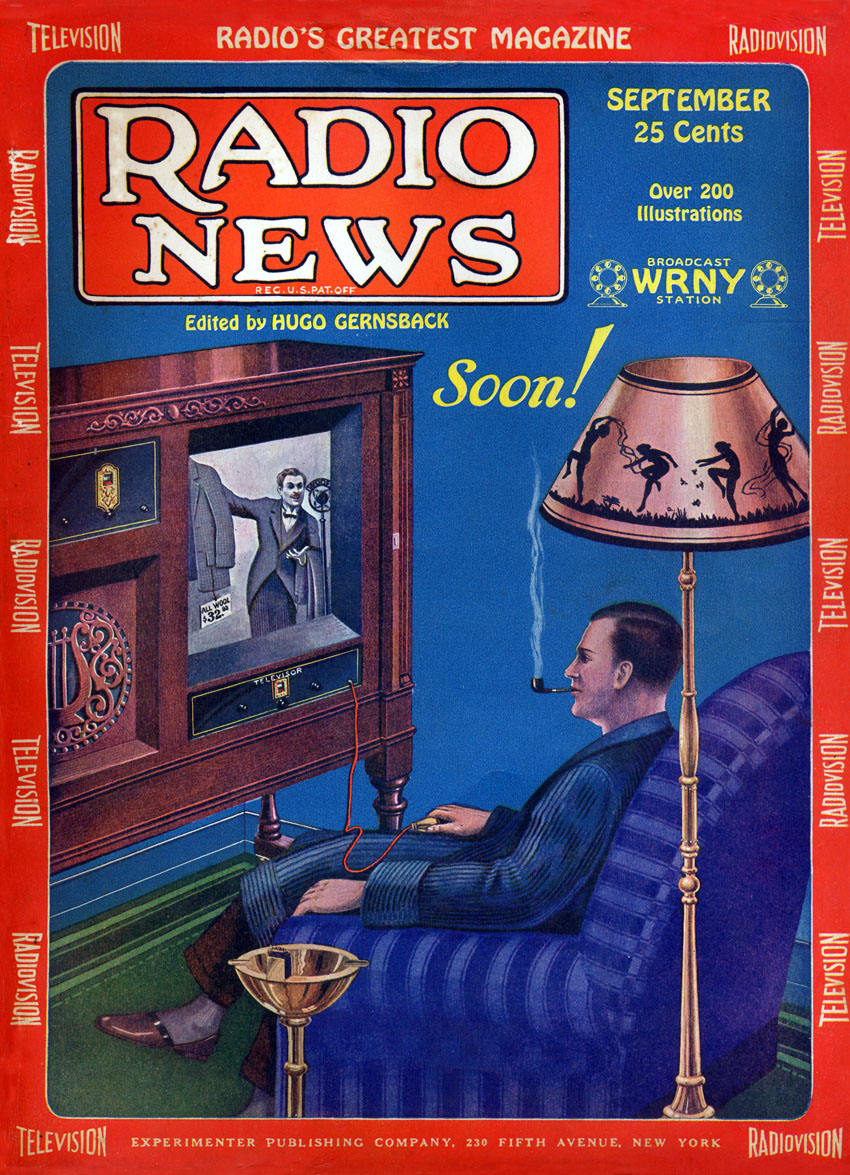
تلویزیون هنوز در مرحله آزمایشی خود در سال ۱۹۲۸ بود، ولی این رسانه شدیداً برای فروش کالا در حال حاضر پیش‌بینی شده بود.

تبلیغات تلویزیونی (انگلیسی: Television advertisement)، گونه‌ای از برنامه‌های تلویزیونی است که در ازای دریافت پول از سازمان‌ها ساخته می‌شود و پیامی را که عموماً در مورد یک خدمت یا محصول است، به بازار مورد نظر می‌رساند. بخش عظیمی از درآمد شبکه‌های تلویزیونی از طریق این آگهی‌های تبلیغاتی تأمین می‌گردد. از آغاز به وجود آمدن تلویزیون، این نوع آگهی‌های تلویزیونی در مورد گستره وسیعی از کالاها، خدمات و ایده‌ها وجود داشته‌اند.
در بسیاری از کشورها، از تبلیغات تلویزیونی برای ترویج کمپین‌های سیاسی انتخاباتی استفاده می‌شود. اما در برخی از کشورها نظیر فرانسه، تبلیغات سیاسی در تلویزیون به شدت محدود شده‌است. برخی از کشورهای دیگر نظیر نروژ نیز، به کلی تبلیغات سیاسی را محدود کرده‌اند.
نخستین آگهی تلویزیونی به تاریخ اول ژوئیه ۱۹۴۱، در ایالات متحده به روی آنتن رفت که برای آن شرکت بلووا واچ (Bulova Watch) به شبکه NBC شهر نیویورک، وابسته به WNBT (امروزه WNBC)، برای در اختیار داشتن آنتن به مدت ۲۰ ثانیه پیش از آغاز یک مسابقه بیسبال بین دو تیم بروکلین داگرز (Brooklyn Dodgers) و فیلادلفیا فیلیز (Philadelphia Phillies) هزینه‌ای برابر ۹ دلار پرداخت کرد. این آگهی بسیار ساده، نام شرکت بلووا واچ (Bulova Watch) را بر روی نقشه‌ای از ایالات متحده آمریکا نشان می‌داد؛ در حالی که گفتار متن شعار شرکت را بیان می‌کرد: «آمریکا خودشو با بلووا تنظیم می‌کنه!»
تبلیغات تلویزیونی، دو بخش اصلی را در بر می‌گیرد:
ایجاد یک تبلیغ تلویزیونی که استانداردهای پخش تلویزیونی را رعایت کند و سپس پخش این آگهی در تلویزیون در زمان مناسب تا در معرض دید مشتری هدف بیشتری قرار بگیرد.

## تبلیغات تلویزیونی در کشورهای مختلف

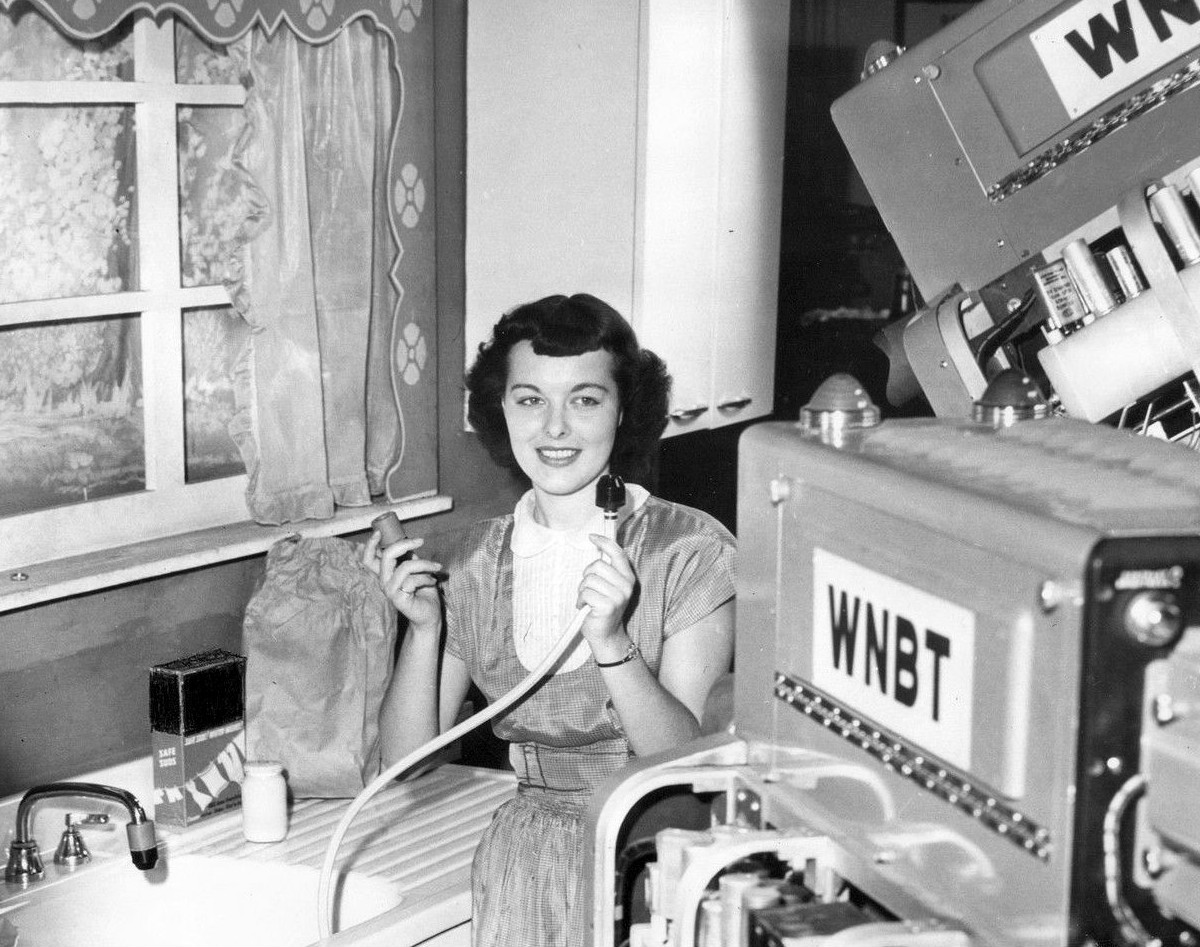
تلویزیون تجاری در سال ۱۹۴۸

### آمریکا
در ایالات متحده آمریکا، سیستم رتبه‌بندی Nielsen، تعداد مخاطبانی که یک تبلیغ تلویزیونی را مشاهده کرده‌اند، اندازه‌گیری می‌کند و به مسئولان تلویزیونی امکان این را می‌دهد تا بفهمند چقدر برنامه‌های تلویزیونی‌شان محبوب بوده‌اند. به این ترتیب مسئولان تلویزیونی بهتر می‌توانند تصمیم‌گیری کنند تا چطور هزینه‌های پخش آگهی در تلویزیون را نرخ‌گذاری کنند.

### اروپا
اگر چه در بسیاری از کشورهای اروپایی، مدت زمان تبلیغات تلویزیونی نسبتاً طولانی‌تر است، اما تعداد دفعات تکرار آن‌ها نیز کمتر است. به عنوان مثال به جای اینکه یک آگهی ۳ دقیقه‌ای هر ۸ دقیقه پخش شود، هر نیم ساعت یک آگهی ۶ دقیقه‌ای پخش می‌شود!

### ایران
در ایران برخلاف اکثر کشورها، اداره کل بازرگانی سازمان صدا و سیمای جمهوری اسلامی ایران، بخشی از کار تولیدی آگهی‌های تلویزیونی خود را به آژانس‌های تبلیغاتی مختلف سپرده‌است. این آژانس‌ها نقش واسطه را بین صدا و سیما و شرکت‌هایی که تمایل به تولید و پخش آگهی خود در شبکه‌های رادیو و تلویزیونی دارند، ایفا می‌کنند.